# Rhynchodercetis
Rhynchodercetis è un genere di pesci ossei estinti, appartenente agli aulopiformi. Visse nel Cretaceo superiore (Cenomaniano - Turoniano, circa 98 - 90 milioni di anni fa) e i suoi resti fossili sono stati ritrovati in Africa, Medio Oriente, Europa e Nordamerica.

## Descrizione
Questo pesce possedeva un corpo allungatissimo e sottile, che poteva raggiungere il mezzo metro di lunghezza. Il corpo affusolato terminava in un lungo rostro formato da mascella e mandibola eccezionalmente sottili; in particolare, la premascella sopravanzava nettamente la mandibola e dava alla testa dell'animale un curioso prognatismo. La regione rostrale del neurocranio era eccezionalmente allungata, e il rostro era formato distalmente dalle ossa premascellari unite nella linea mediana. L'osso mascellare era lungo, streto e dentato. Con l'eccezione delle premascelle, le altre ossa delle fauci (dentale, mascellare, palatino ed ectopterigoide) erano dotate di denti. 
Le pinne erano di taglia ridotta. Le pinne pettorali erano situate nella regione mediana del fianco, mentre le pinne pelviche si originavano dopo la pinna dorsale, la quale era corta e posta a circa metà del corpo. La pinna anale era corta e spostata all'indietro. Erano presenti due paia di processi traversi in ogni centro vertebrale precaudale, e le costole si articolavano con il paio anteriore. Gli scudi dermici erano ridotti a una singola fila sopra ogni lato del fianco, lungo la linea laterale.

## Classificazione
Rhynchodercetis è un tipico rappresentante della famiglia Dercetidae, comprendente numerose specie di pesci predatori dal corpo e dal rostro allungati, il cui più noto rappresentante era Dercetis.
Il genere Rhynchodercetis venne descritto per la prima volta da Camille Arambourg nel 1943, sulla base di numerosi fossili ritrovati in terreni del Cenomaniano inferiore di Jebel Tselfat, in Marocco; la specie tipo è Rhynchodercetis yovanovitchi, nota anche per fossili provenienti dalla zona di Messina, in Sicilia. Altre specie, in seguito, sono state attribuite a questo genere: R. hakelensis e R. serpentinus (Cenomaniano del Libano), R. gortanii (Cenomaniano della Slovenia), R. regio (Turoniano del Messico). Altri fossili attribuiti al genere Rhynchodercetis provengono da varie zone del Nord Italia (Trieste, Polazzo, Cinto Euganeo).